# 지그메 케사르 남기엘 왕축
지그메 케사르 남기엘 왕축(종카어: འཇིགས་མེད་ཁེ་སར་རྣམ་རྒྱལ་དབང་ཕྱུག, 1980년 2월 21일 ~ )은 부탄의 제5대 국왕(재위 : 2006년 12월 14일 ~ 현직)이다. 부탄 최초의 입헌군주이다. 전왕인 지그메 싱계 왕축의 맏아들이며, 2008년 11월 6일에 공식적인 대관식을 가졌다. 영국의 옥스퍼드 대학에서 정치학 석사 학위를 취득하였다. 2011년 10월, 평민 출신의 제선 페마와 결혼식을 올렸다.
4대 지그메 싱게 왕축의 사업 민주화를 최초로 실시한 군주이다.
그리고 현재 군주들 중에서
지지도가 매우 높다.

## 생애
제4대 국왕 지그메 싱계 왕축과 세 번째 왕비의 장남으로 태어났다. 이복형제 3명이 있고, 이복누나 1명과 이복여동생이 3명이 있다.
부탄에서 기초 교육을 받은 후, 미국 매사추세츠주의 필립스 아카데미, 쿠싱 아카데미, 위톤 대학에서 유학했고, 영국의 옥스포드 대학에도 유학가서 공부하였고, 같은 대학에서 정치학 석사 학위를 얻었다. 부왕의 선례에 따라 인도에도 유학한 경력도 있다.
부탄 왕자 자격으로 2006년 6월 12일부터 13일에 걸쳐 타이의 수도 방콕을 방문하여, 태국 국왕 라마 9세의 즉위 60주년 기념 행사에 25개국의 왕족들과 함께 참석했다. 단정한 용모와 겸손한 행동으로 타이 여성의 사이에 인기를 얻고, 그가 떠난 후도 타이의 신문사는 몇주간에 걸쳐 그를 이상적인 남자 라고 부르고, 그에 관한 일상과 부탄 관광 기사를 게재했다. 또, 타이에서 그의 사진집도 발매되었다.
2006년 11월, 타이를 재방문하여 란싯트 대학에서 명예 학사를 받았다.
아버지 지그메 싱계 왕축 국왕은 2008년에 양위를 할 의사를 2005년에 표명하였지만, 빠르게 2006년 12월 14일에 퇴위를 하였다. 양위를 받아서 같은 날에 국왕으로서 즉위하였고, 2008년 11월 6일에 대관식이 거행되었다. 본래는 2008년에 행해지는 부탄 첫 총선거에 따라 왕자가 양위를 받아 왕이 즉위 할 예정이었지만, 앞당긴 된 이유에는 지그메 싱계 왕축 전 국왕은 "그에게 충분한 통치 경험을 쌓게하기 위해서 조기에 양위를 결단했다."라고 말하였다고 국왕의 측근이 BBC에 전했다.
2011년 5월 20일 평민 여성 제선 페마와 같은 해 10월에 결혼식을 올릴 것을 발표하였고, 10월 13일에 프나카에서 결혼식을 올렸다. 결혼 뒤에 처음으로 왕비와 함께 일본을 방문하였다. 2011년 11월 15일에 도쿄에서 국빈 대우를 받은 뒤, 17일 오전에 미나토구의 게이오기주쿠 대학을 방문했고, 대학 총장에게 명예 박사 학위를 받아 연설관에서 강연을 실시하였다. 그 후 오후에 일본 중의원 본회의장에서 연설을 실시하였다. 국왕은 2년 동안 유도를 한 경험이 있었고, 자국인 부탄에도 유도를 보급하려 생각이 있었던 국왕은 일본 유도의 본고장을 방문하여, 어린이들이 유도 연습과 일본 유도 올림픽 금메달리스트가 선보인 유도 기술을 보았고, 유도 관장에게 유도 초단을 받았다. 대지진이 일어난 동부 일본 지역 중에 후쿠시마 현 방문을 하였다. 그리고 교토 시 긴카쿠지에도 방문하였다.
| 전 임 지그메 싱계 왕축 | 제5대 부탄의 용왕 2006년 12월 14일 ~ 현직 | 후 임 (현직) |